# 蜜雪兒·摩根
蜜雪兒·摩根（法語：Michèle Morgan，發音：[miʃɛl mɔʁɡan]；出生時名為西蒙娜·勒妮·鲁塞尔（Simone Renée Roussel）；1920年2月29日—2016年12月20日），法國電影女演員。

## 家族
在1942年，她在好萊塢嫁給了演員威廉·馬歇爾（William Marshall，1917-1994），育有一個兒子邁克·馬歇爾（1944至05年）。蜜雪兒·摩根和馬歇爾在1948年離婚。她於1950年與法國演員亨利·維達爾（Henri Vidal）（1919年至1959年）結婚，直到1959年他意外死亡為止。然後，她與電影演員/作家热拉尔·乌里（Gérard Oury）住在一起，直到他在2006年死亡。摩根有6個孫子，10個曾孫子。

## 資料
- 蜜雪兒·摩根在互联网电影资料库（IMDb）上的資料（英文）
- 在AllMovie上蜜雪兒·摩根的頁面（英文）
- Michèle Morgan （页面存档备份，存于） at filmsdefrance.com
- 法國AlloCiné影劇資料庫上蜜雪兒·摩根的演藝人員資料（法文）

- Photographs of Michèle Morgan （页面存档备份，存于）